# Yojiro Takita
Yojiro Takita (Takaoka, Toyama, 4 de desembre de 1955) és un director de cinema japonès.
Va entrar a la indústria del cinema a través de Mukai Productions, on va servir com a assistent de director. Takita va fer Molester s Train, començada per Shin'ya Yamamoto el 1975, i que Takita va començar a dirigir el 1982.
La seva pel·lícula de 2008, Departures va guanyar a l'Oscar a la millor pel·lícula de parla no anglesa en els premis Oscar.

## Filmografia com a director
- Tsurikichi (釣りキチ三平 - a.k.a. Sanpei) (2009)
- Departures (おくりびと - Okuribito) (2008)
- The Battery (バッテリー) (2007)
- Ashurajō no Hitomi (2005)[1]
- Onmyoji: The Yin Yang Master II (陰陽師II) (2003)
- L'espasa del samurai (When the Last Sword Is Drawn; 壬生義士伝 - mibu gishi den) (2003)
- Onmyoji: The Yin Yang Master (陰陽師) (2001)
- Secret (秘密, Himitsu) (1999)
- The Exam (お受験) (1999)
- シャ乱Ｑの演歌の花道 (Sharan-Q no enka no hanamichi) (1997)
- The Tropical People (熱帯楽園倶楽部) (1994)
- The City That Never Sleeps: Shinjuku Shark (眠らない街　新宿 - Nemuranai machi: Shinjuku same) (1993)
- We Are Not Alone (僕らはみんな生きている) (1993)
- (病は気から　病院へ行こう２ - Yamai Wa Kikara: Byouin e ikou 2) (1992)
- Let's Go to the Hospital (病院へ行こう - Byouin e ikou) (1990)
- The Yen Family (木村家の人々 - Kimurake no hitobito) (1988)[cal citació]
- Itoshino Half Moon (愛しのハーフ・ムーン) (1987)
- Molester's Delivery Service (痴漢宅配便 - Chikan takuhaibin) (1986)
- はみ出しスクール水着 (Hamidashi School Mizugi) (1986)
- Time Escapade: 5 Seconds Til Climax (タイム・アバンチュール　絶頂５秒前 - Time adventure: zeccho 5-byo Mae) (1986)
- ザ・マニア　快感生体実験 (1986)
- ザ・緊縛 (1986)
- No More Comic Magazines! (コミック雑誌なんかいらない！ - Komikku zasshi nanka iranai!) (1986)
- Molester's Train: 1 Centimeter From The Wall (痴漢電車　あと奥まで１ｃｍ - Chikan densha: ato oku made 1cm) (1985)
- Molester's Train: Seiko's Tush (痴漢電車　聖子のお尻 - Chikan densha: Seiko no oshiri) (1985)
- Molester's Train: One Shot Per Train (痴漢電車　車内で一発 - Chikan densha: shanai de ippatsu) (1985)
- Molester's Tour Bus (痴漢通勤バス - Chikan tsukin bus) (1985)
- Pink Physical Examination (桃色身体検査 - Momoiro shintai kensa) (1985)
- (絶倫ギャル　やる気ムンムン - Zetsurin gal: Yaruki mun mun) (1985)
- Molester's Train: Blast Off (痴漢電車　ちんちん発車 - Chikan densha: chin chin hassha) (1984)
- Molester's Train: Best Kept Secret Live Act (痴漢電車極秘本番 - Chikan densha: gokuhi honban) (1984)
- Groper Train: Wedding Capriccio (痴漢電車　ちんちん発車 - Chikan densha: chinchin hassya) (1984)
- Groper Train: Search for the Black Pearl (痴漢電車　下着検札 - Chikan densha: shitagi kensatsu) (1984)
- Molester's School Infirmary (痴漢保険室 - Chikan hokenshitsu) (1984)
- Goodbye Boy (グッバイボーイ) (1984)
- High Noon Ripper (真昼の切り裂き魔 - Mahiru no kirisakima) (1984)
- (ＯＬ２４時　媚娼女 - OL 24 ji: Bishoujo) (1984)
- Molester's Train: Keiko's Tush (痴漢電車　けい子のヒップ - Chikan densha: Keiko no hip) (1983)
- Molester's Train: Momoe's Tush (痴漢電車　百恵のお尻 - Chikan densha: Momoe no oshiri) (1983)
- Molester's Train: Rumiko's Tush (痴漢電車ルミ子のお尻 - Chikan densha: Rumiko no oshiri) (1983)
- Serial Rape (連続暴姦 - Renzoku bokan) (1983)
- Molester's Train: Hunting In A Full Crowd (痴漢電車　満員豆さがし - Chikan densha: Man'in mamesagashi) (1982)
- Molester's Train: Please Continue (痴漢電車　もっと続けて - Chikan densha: motto tsuzukete) (1982)
- (官能団地　上つき下つき刺激つき - Kanno danchi: Uetsuki shitatsuki shigekitsuki) (1982)
- Molester and the Female Teacher (痴漢女教師 - Chikan onna kyoshi) (1981)